# William Hedley
William Hedley, né le 13 juillet 1779 à Newburn près de Newcastle (Royaume-Uni) et mort le 9 janvier 1843, est l'un des tout  premiers ingénieurs de l'ère industrielle du début du XIXe siècle.
On lui doit plusieurs innovations majeures dans le développement du chemin de fer en Grande-Bretagne. Il est notamment celui qui inventa, avec l'aide de Timothy Hackworth, la première locomotive à vapeur pouvant rouler et s'appuyer simplement grâce à l'adhésion des roues sur des rails de fer lisses : la Puffing Billy.

## Contexte de conception

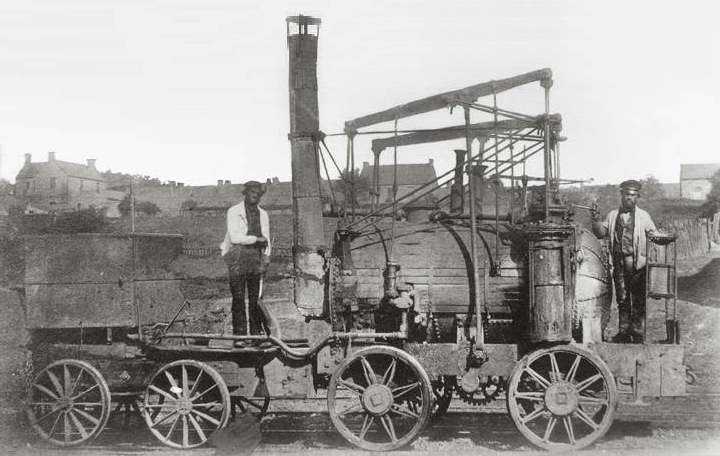
La Puffing Billy d'Hedley et Hackworth en 1862.

C'est en tant que dirigeant de la mine de charbon de Wylam qu'Hedley concevra sa locomotive. Peu de temps avant, en 1812, Matthew Murray et John Blenkinsop produisent la première locomotive à vapeur avec deux cylindres, la Salamanca, destinée au transport du charbon de la mine de Middleton (aujourd'hui ligne touristique de Middleton). Cette locomotive utilisait alors le premier type de système de crémaillère. Celui-ci fut efficace mais il restait relativement complexe et surtout coûteux.
Ainsi, Hedley estima que si les paires de roues étaient connectées, comme dans la conception première de Richard Trevithick, si une d'entre elles commençait à patiner sur les rails, elle serait compensée par l'autre. Le propriétaire de la mine, Christopher Blackett, venait de remplacer la « waggonway » faite de rails de bois, par des rails de fer en forme de L. Hedley construisit dans un premier temps une voiture d'essai pour tester l'adhésion sur les nouveaux rails sous diverses charges. Il l'utilisa ensuite comme châssis sur une locomotive de Trevithick avec un seul cylindre et un simple tube de fumée orientée vers la chaudière et les résultats démontrèrent un mouvement irrégulier, en raison du cylindre unique, et la production de vapeur est par ailleurs insuffisante.

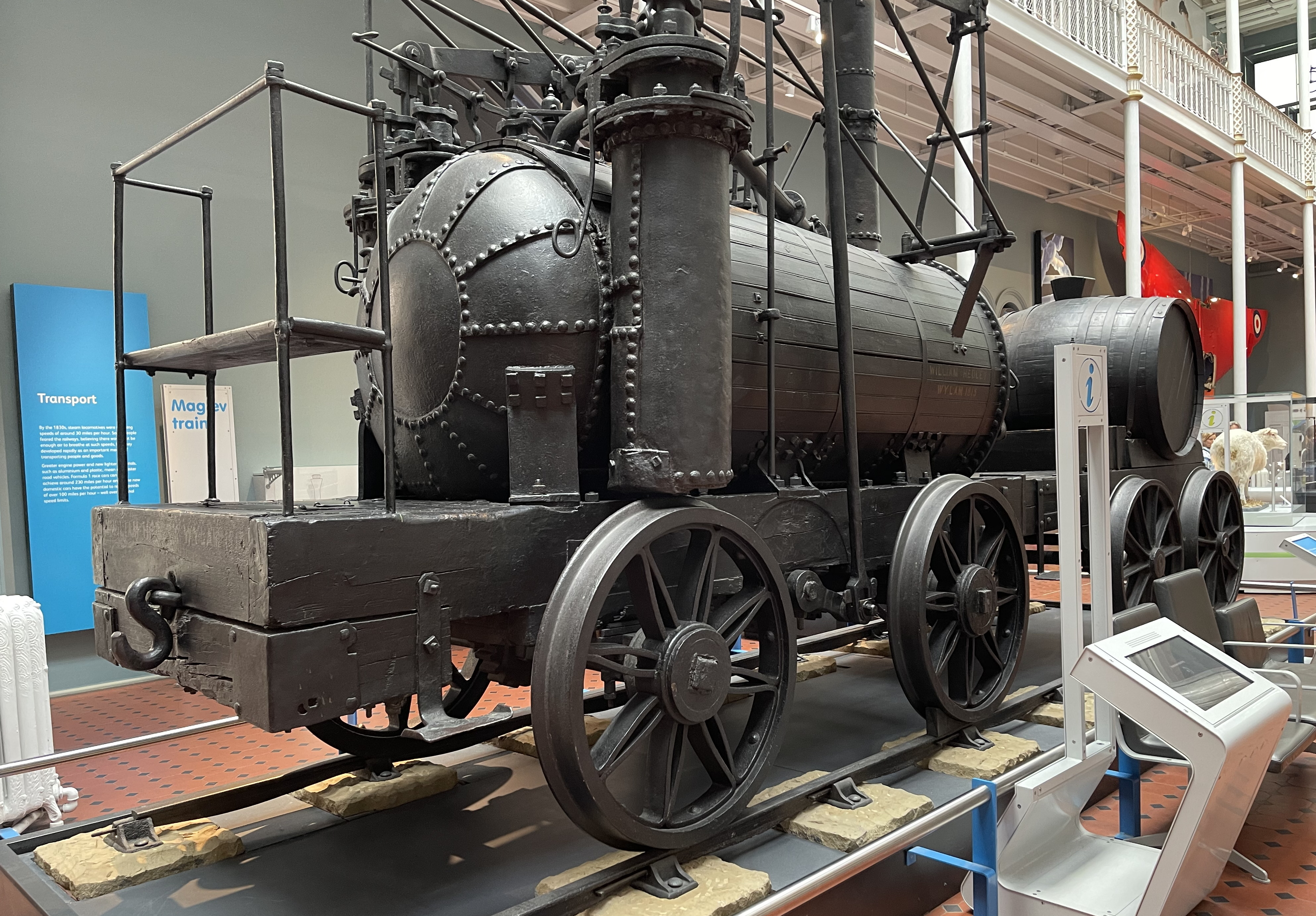
La Wylam Dilly, construite vers 1815. Musée national d'Écosse, Édimbourg.

Il construisit donc un deuxième moteur, avec l'aide de Timothy Hackworth, lui aussi ingénieur pour la mine de Wylam en utilisant le plan du double-cylindre de John Blenkinsop et Matthew Murray de la chaudière à tube retour. Ce fut la célèbre Puffing Billy, qui fit son premier voyage en 1813 et aujourd'hui conservée au musée des sciences de Londres. Le succès de cette toute nouvelle locomotive encouragea par la suite à construire un second engin, Wylam Dilly, conservé au musée royal d'Écosse. Son système de couplage entre les roues est également breveté la même année.
Toutefois, l'usure des rails était encore considérable, et les moteurs ont été reconstruits à l'aide de deux paires de quatre roues-bogies afin de mieux répartir le poids de l'engin. Et aux environs de 1830`, la ligne fut par ailleurs améliorée avec l'ajout de rails plus solides. Les deux locomotives revinrent ainsi à leur conception originale, mais avec des roues à brides. Les deux locomotives sont restées en service jusqu'en 1862.